# Mama Don't Want No Peas An' Rice An' Cocoanut Oil
Mama Don't Want No Peas An 'Rice An' Cocoanut Oil, también conocido como Mama Don't Want No Peas An 'Rice An' Coconut Oil es una canción de 1932 de origen bahamense, grabada por primera vez por Mart Britt y su orquesta, aunque la versión más famosa es la de Count Basie. La letra describe a una mujer que sufre de alcoholismo. La canción se ha convertido en un estándar de jazz.

## Trasfondo y letras
La canción tiene su origen en Nasáu, Bahamas, donde se cantaba en saltos de baile y ceremonias de baile de fuego. Describe a una mujer («mama»), que prefiere beber brandy y ron en lugar de comer rice and peas, «porque la hace pecar». Ella se queja de «un dolor en el pecho, porque la comida que papá le da no la digiere». La canción fue grabada por primera vez en 1932 por Mart Britt y su orquesta.

## Versión de Count Basie
El líder de la banda de jazz, Count Basie, grabó la canción el 6 de junio de 1938, con letras proporcionadas por Louis Wolfe Gilbert y L. Charles y una interpretación vocal de Jimmy Rushing. Esta es, con mucho, la versión más famosa.

## Notable grabó versiones
- Mart Britt (1932)[2]
- Harry Roy (1934)[4]
- Cleo Brown (1935)[5][2]
- Count Basie (1938)[2]
- Zora Neale Hurston (1939).[1]
- Lord Lebby and the Jamaican Calypsonians (1950s)[6]
- Burl Ives (1962)[7]
- Hubert Porter and the Jamaican Calypsonians (1998)[8]

## En cultura popular
La versión de Count Basie de la canción se utilizó en la película Como plaga de langosta (The Day of the Locust, 1975).
La canción Peas and Rice de Swing Republic en su álbum Electro Swing Republic contiene muestras de la grabación de Basie.